# Municipio de Soler
El municipio de Soler (en inglés: Soler Township) es un municipio ubicado en el condado de Roseau en el estado estadounidense de Minnesota. En el año 2010 tenía una población de 95 habitantes y una densidad poblacional de 1 personas por km².

## Geografía
El municipio de Soler se encuentra ubicado en las coordenadas 48°50′57″N 96°12′24″O / 48.84917, -96.20667. Según la Oficina del Censo de los Estados Unidos, el municipio tiene una superficie total de 94.53 km², de la cual 94,53 km² corresponden a tierra firme y (0 %) 0 km² es agua.

## Demografía
Según el censo de 2010, había 95 personas residiendo en el municipio de Soler. La densidad de población era de 1 hab./km². De los 95 habitantes, el municipio de Soler estaba compuesto por el 100 % blancos. Del total de la población el 0 % eran hispanos o latinos de cualquier raza.